# 하인리히숲쥐
하인리히숲쥐(Hylomyscus heinrichorum)는 쥐과에 속하는 설치류의 일종이다. 앙골라의 토착종이다.

## 어원
종소명은 1954년 앙골라 탐사 기간 동안에 하인리히숲쥐의 유일 표본을 수집한 힐데가르데 마리아 하인리히(Hildegarde Maria Heinrich)와 게르트 헤르만 하인리히 부부를 기리기 위해 명명되었다.

## 특징
작은 설치류로 머리부터 몸까지 길이가 82~106mm, 꼬리 길이가 121~150mm이다. 발 길이가 18.5~22mm, 귀 길이는 17~20mm이다. 털은 짤고 섬세하며 부드럽다. 등 쪽의 털은 갈색과 노랑이고, 털 아래는 회색이고 등 중앙을 따라 짙은 털이 이어지고 옆구리는 밝은 색을 띠는 반면에 배 쪽은 회색이고 털 끝이 희다.

## 생태
아프리카숲쥐속의 다른 종처럼 나무 위에서 생활하는 종으로 추정된다.

## 분포 및 서식지
앙골라 중부와 서부 산악 지대에서만 알려져 있다. 해발 1000~2500m의 아프로-몬테인 숲에서 서식한다.